# Djémila
Djémila (tiếng Kabyle: Ğamila; tiếng Ả Rập: جميلة) trước đây là Cuicul là một ngôi làng miền núi nhỏ ở Algérie, gần bờ biển phía bắc của Algiers nơi tìm thấy một tàn tích Berber-La Mã được bảo tồn tốt nhất Bắc Phi. Nó nằm trong khu vực giáp ranh với Constantinois và Petite Kabylie (Basse Kabylie).
Năm 1982, Djémila được UNESCO công nhận là Di sản thế giới nhờ sự thích nghi của kiến trúc La Mã với môi trường núi non. Các tòa nhà quan trọng ở Cuicul cổ đại bao gồm một nhà hát, đền thờ, vương cung thánh đường, vòm, đường phố và nhà ở. Các tàn tích được bảo tồn đặc biệt bao quanh một khu chợ La Mã của Harsh, một quảng trường lát đá lớn với lối vào được đánh dấu bởi cổng vòm Caracalla khổng lồ.